# Dania (transcription)
Pour les articles homonymes, voir Dania.
Cette page contient des caractères spéciaux ou non latins. S’ils s’affichent mal (▯, ?, etc.), consultez la page d’aide Unicode.
La Dania ou la transcription Dania (Danias lydskrift en danois) est une transcription phonétique dérivée de l’alphabet latin, utilisée en dialectologie danoise. Elle tient son nom de la revue Dania dans laquelle elle est présentée par Otto Jespersen en 1890. Elle est utilisée dans certains manuels, l’encyclopédie Den Store Danske Encyklopædi, certains dictionnaires danois comme Den Store Danske Udtaleordbog (Le Grand Dictionnaire de prononciation danoise) avec quelques modifications ou  Den Danske Ordbog (da),, l’Ordbog over det danske Sprog (Dictionnaire de la langue danoise), ou encore Danmarks Stednavne (da) (Toponymes du Danemark). En 1924, Marius Kristensen (da) publie une version avec quelques symboles supplémentaires en partie déjà utilisés par Otto Jespersen  dans Modersmålets fonetik publié en 1906 et 1922.

## Symboles

### Consonnes

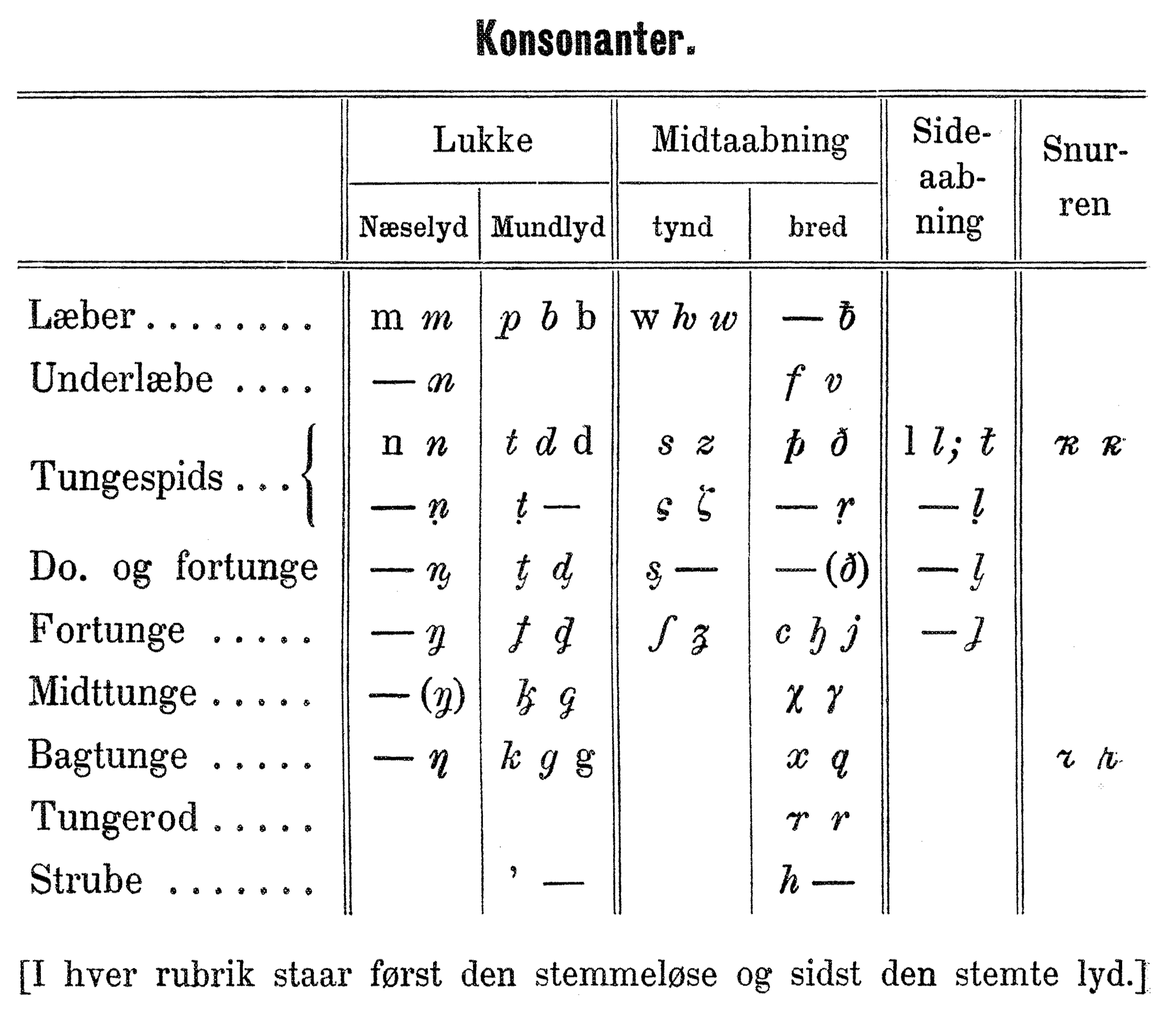
Consonnes dans Jespersen 1890.
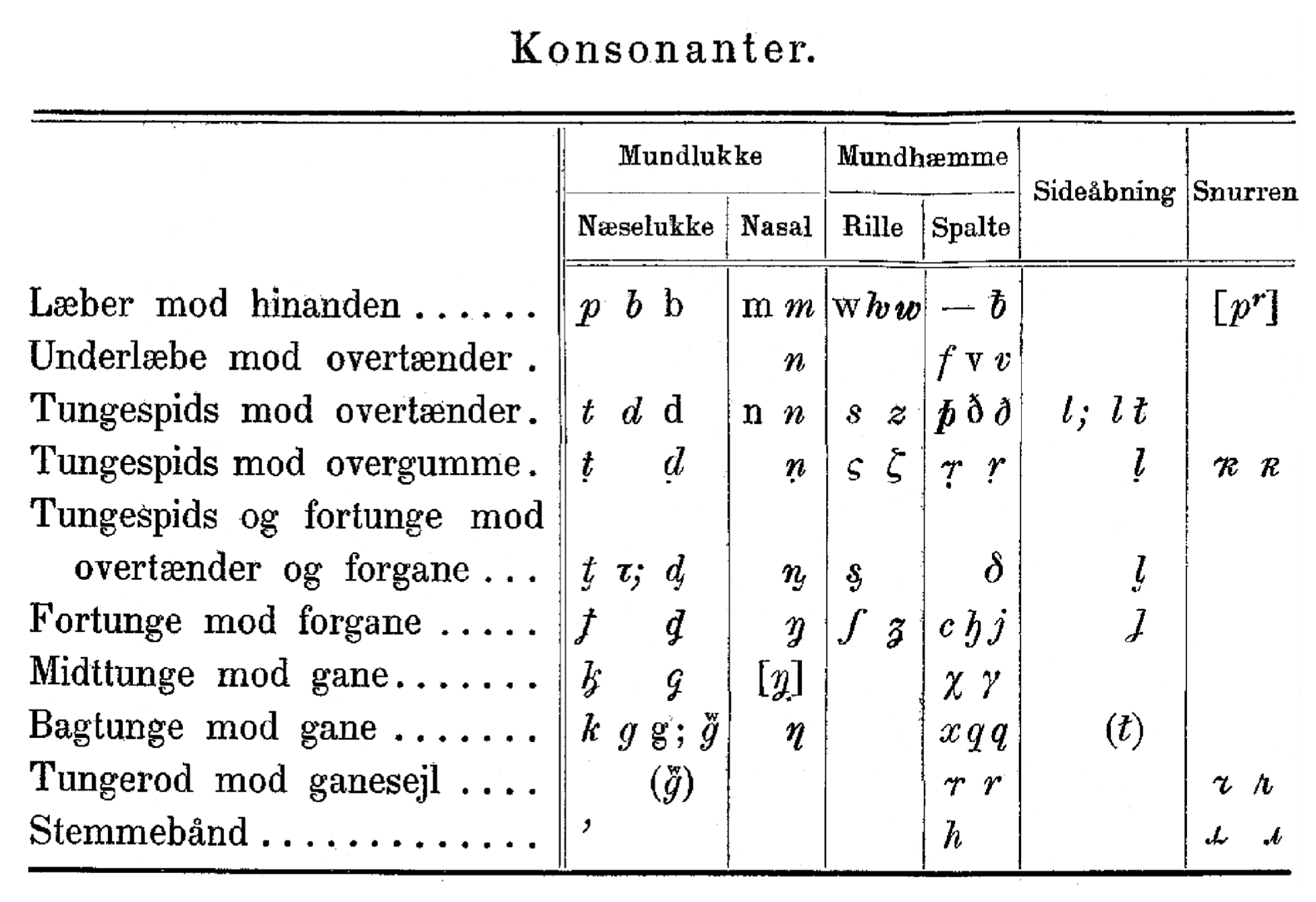
Consonnes dans Kristensen 1924.

### Voyelles

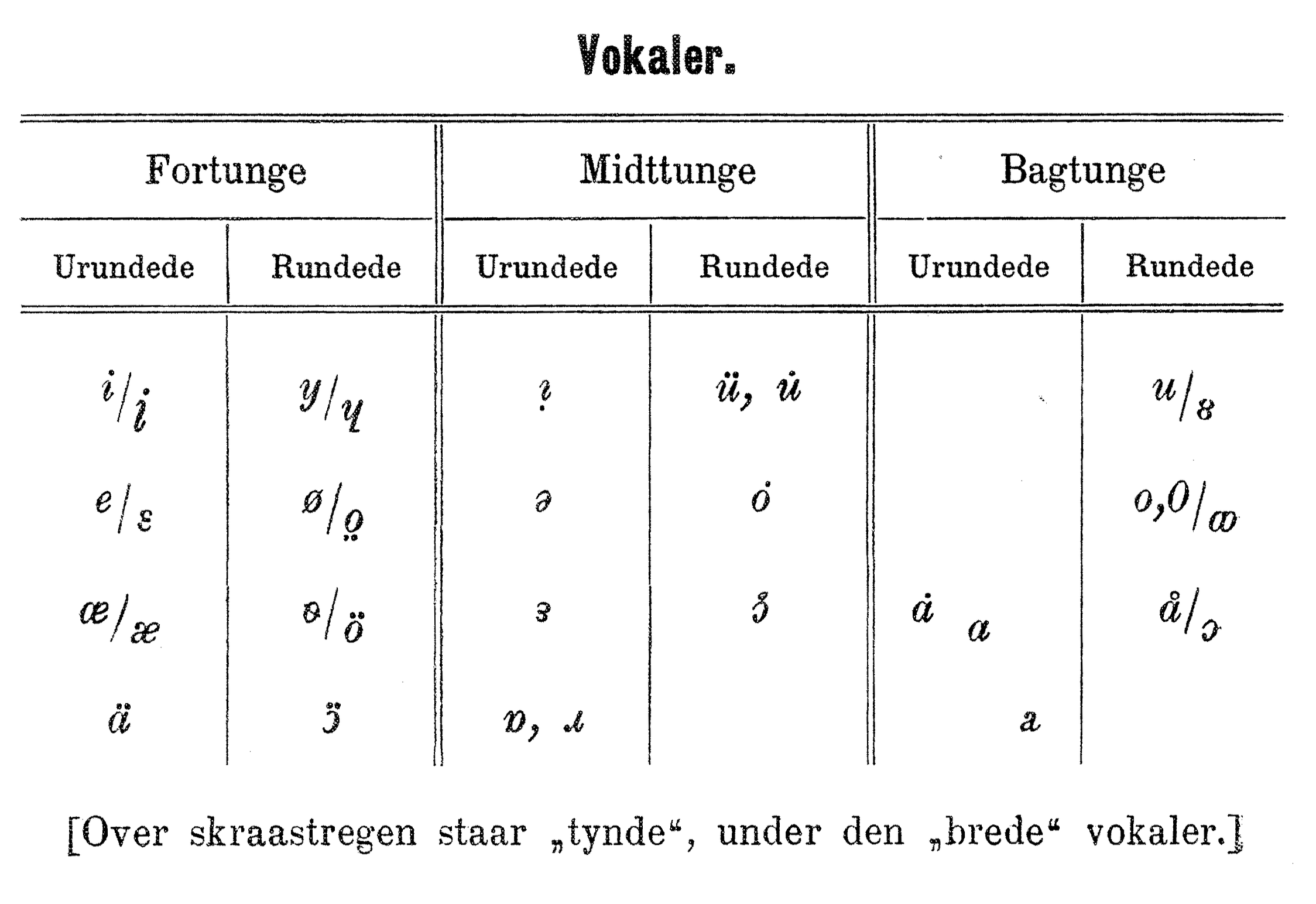
Voyelles dans Jespersen 1890.
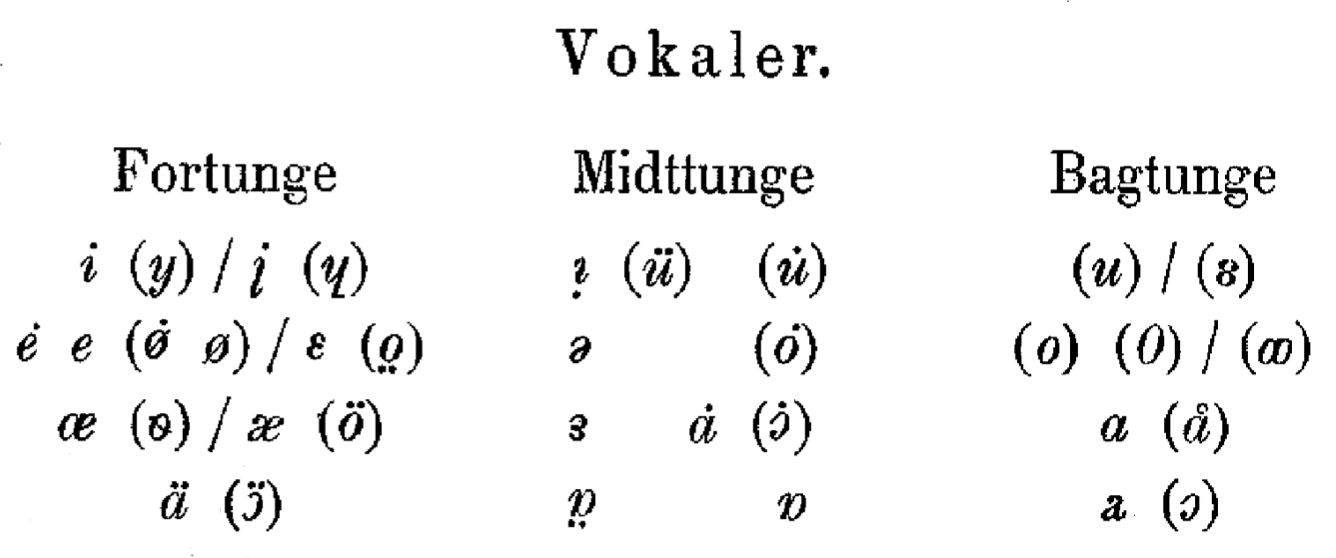
Voyelles dans Kristensen 1924.

### Autres symboles
La quantité de longueur est indiquée avec le point médian après le symbole pour une voyelle ou consonne longue, par exemple : i·le, le point après la voyelle pour une voyelle ou consonne mi-longue, par exemple : kᴕ.ꜵn. Ces symboles peuvent être combinés pour noter une voyelle ou consonne extra longue, par exemple : mo:ɹ· ou mo··ɹ·.